# オプタテシケヌプリ
オプタテシケヌプリもしくはオプタテシュケは、北海道の川上郡弟子屈町にある標高503.9mの山である。山頂には二等三角点「雄武建山」が設置されている。

## 概要
屈斜路火山群を構成する溶岩円頂丘の山で、約1万年前に火山活動があった。火山群北部にはアトサヌプリ・マクワンチサップ・サワンチサップが連立する。国土地理院が発行する地形図には山名が記載されていないが、一部の登山愛好家の間では山名が知られている。
アイヌに残る伝説では、オホーツク海からの大津波で藻琴山やその周辺の山々は水没してしまったが、オプタテシケヌプリだけは水没しなかったため山頂に避難したアイヌは生き残ったという話がある。
十勝岳連峰にある似た山名のオプタテシケ山の由来は「槍がそれた山」や「槍がはねかえった山」など諸説あり、夫婦山であった雌阿寒岳と離婚の末に槍を投げつけ合う大喧嘩をした結果、雌阿寒岳は傷を負い、火口がその傷跡であるという伝説がある。オプタテシケヌプリにも同じような伝説があり、藻琴山と槍投げをすると摩周岳に槍が当たってしまい、摩周岳の神は国後島の爺爺岳へと移り、摩周岳の火口は槍投げの傷跡であるとされる。オプタテシケヌプリの山頂北側には崖があり、藻琴山が投げた槍がかすってできた傷跡と言われている。

## 登山
登山道はないため、残雪期に登られることが多い。池湯林道から山頂南西側を登って山頂へ至る。山頂は樹木のない笹原のため360度の展望が広がっており、斜里岳や藻琴山などを望むことができる。